# Chahed Sakr
Pour les articles homonymes, voir Sakr.
Chahed Sakr, née le 26 juin 2001 à Tunis, est une gymnaste artistique tunisienne.

## Carrière
Elle participe aux épreuves juniors des championnats d'Afrique 2016, remportant la médaille d'or au saut de cheval et la médaille de bronze au sol.
Elle obtient la médaille de bronze au saut de cheval aux Jeux africains de 2019.